# Oued el Melah
 (mars 2014).
Si vous disposez d'ouvrages ou d'articles de référence ou si vous connaissez des sites web de qualité traitant du thème abordé ici, merci de compléter l'article en donnant les références utiles à sa vérifiabilité et en les liant à la section « Notes et références ».
L’oued el Melah est un oued de Tunisie dont le cours se trouve sur le territoire des gouvernorats de Gafsa et de Tozeur. Généralement sec, sauf lorsqu'il pleut, l'oued a son embouchure dans le Chott el-Gharsa. 

## Géographie

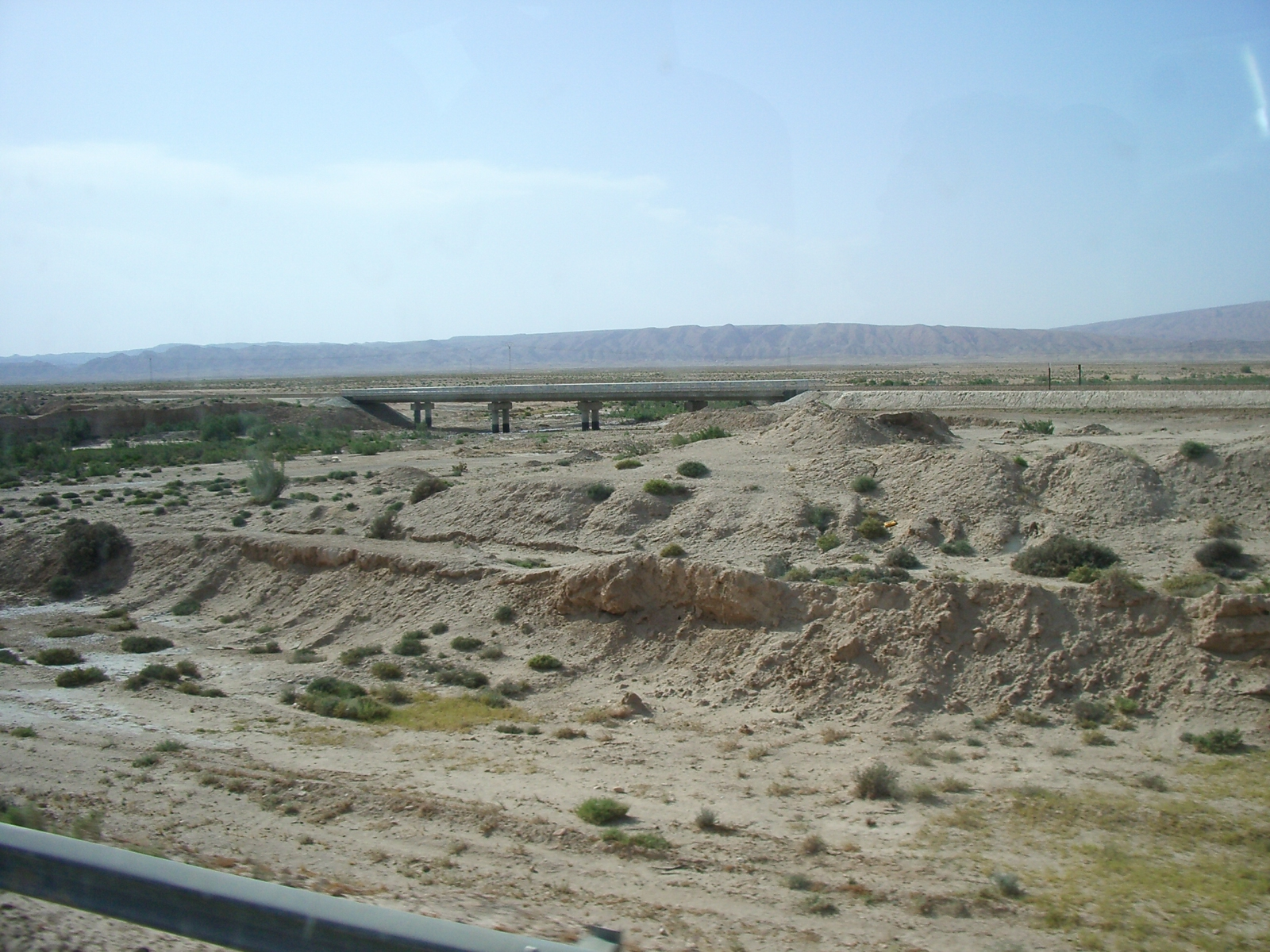
Oued el Melah en juillet 2007 avec le pont de chemin de fer

Il est presque un fleuve pour toute une série d'oueds de la région située entre Gafsa et Tozeur, formant une voie fluviale droite sur une distance de 70 kilomètres. La diminution des précipitations dans la région fait qu'il ne transporte plus d'eau, sauf en cas de pluie, survenant généralement durant l'automne et l'hiver.